# جون إليوت (ممثل)
جون إليوت (بالإنجليزية: John Elliott)‏ هو ممثل أمريكي، ولد في 5 يوليو 1876 في الولايات المتحدة، وتوفي في 12 ديسمبر 1956 بلوس أنجلوس في الولايات المتحدة. بدأ مشواره المهني سنة 1919.

## أعمال

### أفلام
- (1938) كنتاكي

## وصلات خارجية
- جون إليوت على موقع IMDb (الإنجليزية)
- جون إليوت على موقع أول موفي (الإنجليزية)
- جون إليوت على موقع قاعدة بيانات برودواي على الإنترنت (الإنجليزية)
- جون إليوت على موقع قاعدة بيانات الأفلام السويدية (السويدية)
- جون إليوت على موقع قاعدة بيانات الفيلم (الإنجليزية)
- جون إليوت على موقع كينوبويسك (الروسية)